# Isaac Tchoumba Ngouankeu
Isaac Tchoumba Ngouankeu, né le 18 novembre 1918 à Bangangté et mort le 17 février 2009 à Douala est un homme politique camerounais, membre influent et réputé modéré de l'UPC dans les années 1950 et 1960. Premier vice président de l'UPC et President de L ' UPC en 1990 , il est observateur de la signature par Modibo Keita, Kwame Nkrumah, Sékou Touré le 29 avril 1961 pour la création de l'Organisation des Etats de l'Afrique. 

## Biographie

### Enfance, éducation et débuts
Isaac Tchoumba Ngouankeu est né le 18 novembre 1918 à Batela, un quartier de Bangangté dans le département du Ndé en pays Bamiléké. 
Il est l’aîné de 4 garçons et une fille de la famille de Tatchou Ngouankeu, originaire de Bangangté et de Lydie Youwa, princesse Bangwa.  
Sa scolarité primaire suit le parcours des affectations de son oncle Djeutan. Il fréquente les écoles primaires de Bangangté, de Bandrefam et en 1925 celle de Bana où il fait connaissance de Paul Monthé, Elie Noutele et Simo Kamga.
En 1931, il obtient le CEPE à l'école de Djisse à Foumban. Il entre à l'Ecole Normale de Ndoungué en en ressort, en 1933, étant reçu au concours d'écrivains-interprète. Il renonce à aller au Tchad suivre la formation.
En 1942, il arrête l'école pour 2 ans pour s'occuper de son oncle mourant.

### Carrière

#### Professionnelle
En 1935, il est engagé à la chambre de commerce de Douala. Il quitte ce poste pour avoir répondu à la gifle d'un colon. Il devient par la suite secrétaire particulier du directeur des Chargeurs Réunis. En 1938, il rejoint l'administration des Douanes. Poste qu'il perd de nouveau lorsque le général Leclerc débarque à Douala pour la France Libre.
En 1944, il s'installe à Yaoundé où il travaille à l'intendance militaire comme écrivain-interprète. Il démissionne quelque temps après pour travailler pour  chez un commerçant grec à Akonolinga. Il se sépare de nouveau de son employeur.
En 1945, il sollicite pour une place d'écrivain-interprète à la région, mais c'est à la douane camerounaise qu'il obtient une place. Affecté dans le Moungo en 1947, il est ensuite envoyé comme agent spécial à Yabassi, puis il revient à Nkongsamba pour affectation disciplinaire. Il dénonce des détournements de fonds au préjudice des planteurs.

#### Politique
Dès le 27 août 1944, les activités syndicales sont légalisées. En 1946, il présente le rapport du congrès syndical de Yabassi.
En 1956, Les activités de l'UPC prennent de l'ampleur. En 1957, il s'oppose politiquement à Alexandre Ndoumbè Douala. Candidat malheureux à la législative partielle au poste de député à l'ATCAM, et avec le durcissement des actions de l'UPC, il subit sa première arrestation sur le chemin de Kumba, au Cameroun britannique en allant assister à la première conférence nationale. Il est transféré à la prison de Nkongsamba. Il fait 11 jours de grève de la faim. Durant son parcours politique de 1ier vice président de l'UPC, il connait la torture et les géoles de Mokolo, Buéa, Nkongsamba, Brigade mixte mobile de Yaoundé, Mantou, etc.
Il est alors président de la section camerounaise de la Conférence panafricaine des peuples africains. 
En 1959 il fait partie de la mission - avec Ernest Ouandié et d'autres nationalistes Camerounais - qui participe au plaidoyer pour l'indépendance et la Réunification du Cameroun devant la 4e Commission de l'ONU, chargée de la tutelle,.
Il meurt le 17 février 2009. Anatole Adolf Ebongo, ex-douanier comme lui, lui rend un hommage écrit.

## Œuvres
- Devenu écrivain après ses multiples emprisonnement, il est l'auteur du recueil de contes : Autour du lac Tchad, aux Éditions CLE à Yaoundé, 1969[6]. Livre que Jean Fochivé se battra à en interdire l'importation au Cameroun et qui vaudra la stigmatisation de Enoch Nkwayeb dans le cadre d'un "complot Bamliléké"[7].
- Dans "Et j'étais présent" publié en 1991 par les editions Clés , il livre ses pensées lors d'un entretien avec Victor Kamga
- Il offre un pont qui relie les villages Batela et Banenga.
- Mandaté par l'UPC, il négocie et obtient des bourses d'études de médecine, agriculture, travaux publics, génie industrielle pour des Camerounais dans les pays de l'Europe de l'Est.
- Il est elu president de L ' UPC en 1990

## Vie privée
Il est marié à Alice Ngassam Alice, une princesse Bangoulap. Ils ont cinq filles.